# Théâtre Cervantes

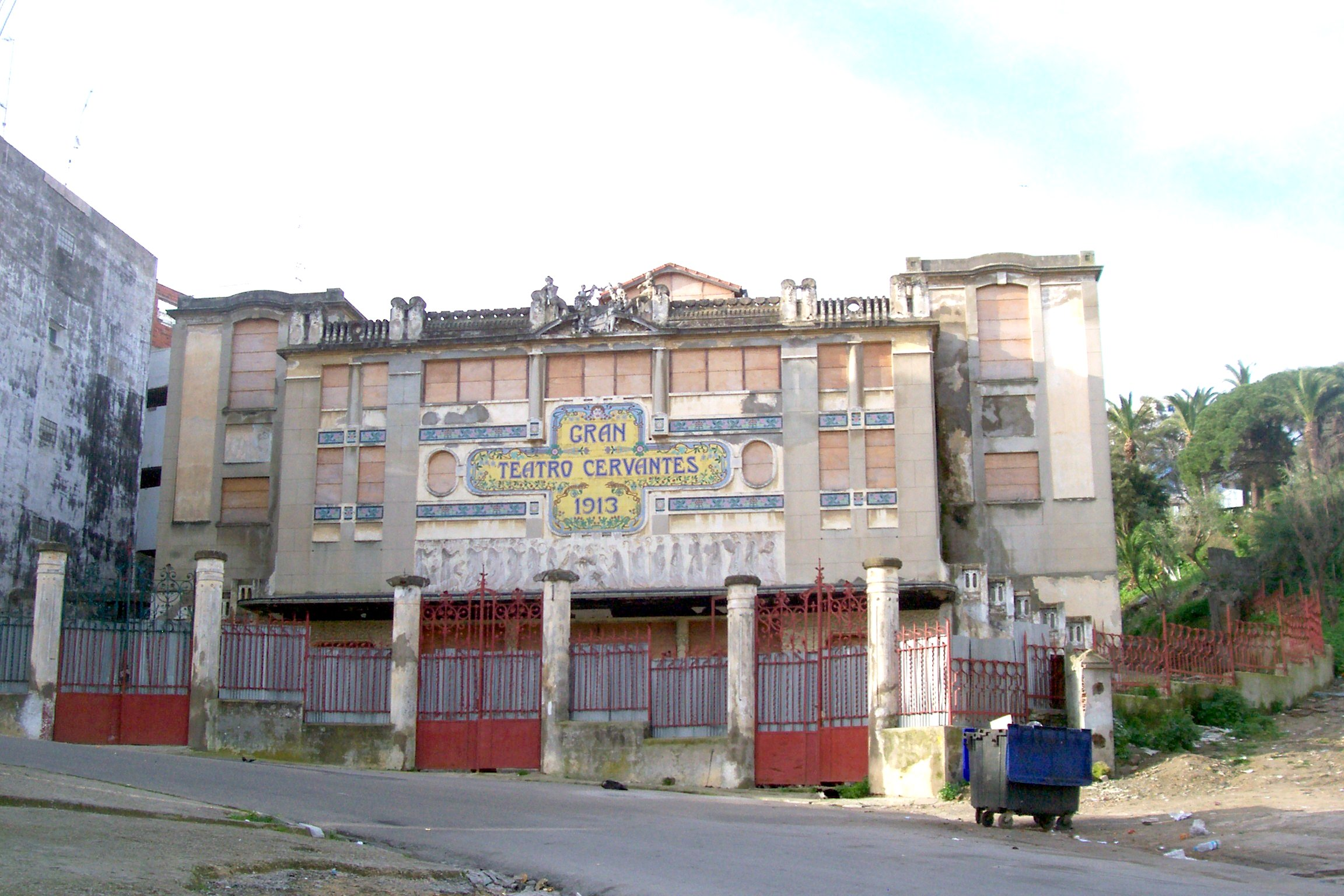
Le théâtre en 2005

Le théâtre Cervantes (en espagnol : el Gran Teatro Cervantes), est un lieu emblématique de Tanger, au Maroc. Il a été construit par un riche commerçant espagnol en 1913. Aujourd'hui, il est en rénovation.

## Histoire
La construction a été conduite par Esperanza Orellana, son mari Manuel Peña et le propriétaire Antonio Gallego. La première pierre fut posée le 2 avril 1911 lors d'un acte solennel et fut achevée en 1913, année de son inauguration. Sa capacité était de 1400 places.
Dès le début, il a attiré d'importants artistes de l'époque, qui ont agi pour la population nombreuse et diverse résidant à Tanger, une ville sous administration internationale. Dans le théâtre, des œuvres comme Othelo de Shakespeare ou Saladin de Nagib Hadded, organisées par la compagnie El Haded et composées de jeunes artistes musulmans de la ville. Enrico Caruso, Estrellita Castro, Carmen Séville, Imperio Argentine, María Caballé, Catalina Berreno, Antonio Machín, Manolo Caracol, Lola Flores, Pepe Marchena et Juanito Valderrama.
À l'heure actuelle, le bâtiment, dont le propriétaire est l'État espagnol, est en ruine. En 2006, les ministères de la Culture d'Espagne et du Maroc ont signé un accord d'utilisation à des fins culturelles.2 Le 4 mai 2007, le Conseil des ministres a alloué 94 134,56 euros à la réparation urgente du théâtre, qui souffrait de problèmes. structurel.3
Dans ces moments, le théâtre Cervantes, après une petite réforme visant à éviter l'effondrement du bâtiment, reste fermé et vieillissant. Cependant, un nouveau projet intitulé "Soutenir ce qui tombe" 4 a été réalisé par des citoyens de Tanger. Il a pour objectif de récupérer cet espace afin que les habitants de la ville puissent l'utiliser théâtre et centre culturel.
À l'occasion de son centenaire (1913-2013), le peintre Consuelo Hernández, avec trois écrivains, Jesús Carazo, Santiago Martín Guerrero et Mezouar El Idrissi, a édité le livre Un scénario en ruines, un appel littéraire et artistique pour le rétablissement du Grand Théâtre Cervantes de Tanger.
 
Après des années de négociation, l’acte de donation irrévocable du théâtre Cervantes est émis en 2019 par l’Espagne au profit du Maroc, en juillet 2020 il est validé par le congrès espagnol. Le 1er mars 2023 le théâtre Cervantes de Tanger devient la propriété du Maroc, qui s'assure de sa rénovation, de sa gestion et de l'entretien, tout en respectant l'architecture d'origine. Le Royaume chérifien s'engage à préserver la symbolique, l'histoire mais aussi le nom du théâtre,,